# Antonia Werr
Antonia Werr (Würzburg, 14 dicembre 1813 – Würzburg, 27 gennaio 1868) è stata una religiosa tedesca, fondatrice della congregazione delle Ancelle della Santa Infanzia di Gesù.

## Biografia
Antonia Agnes Josepha Werr nacque a Würzburg nel 1813, ottava figlia di Joseph Werr, impiegato dell'economato granducale. Suo padre morì di tifo il giorno prima della nascita di Antonia. La giovane studiò dapprima presso l'istituto delle Orsoline di Würzburg e, dopo aver respinto diverse proposte di matrimonio, entrò nel convento delle Suore di Nostra Signora della carità del Buon Pastore a Namur in Belgio a partire dal 1845 (quattro anni prima era morta sua madre dopo anni di malattia). 
Venne trasferita poco dopo come postulante nella casa madre dell'ordine ad Angers, in Francia, ma trovò insoddisfacente quella vita religiosa e dopo la fine del suo anno di prova, Antonia fece ritorno a Würzburg dove preferì occuparsi attivamente della famiglia di suo cognato, Karl Theodor Joseph von Gemmingen, rimasto vedovo e continuando con tale attività sino alla morte di questi nel 1849. Decise quindi di trasferirsi autonomamente in un appartamento sulla Franziskanergasse. Il 31 luglio 1848, prese privatamente i voti davanti al suo confessore, il frate francescano Franz Ehrenburg, ma continuò a risiedere sola nel suo appartamento. Fu da quell'esperienza che iniziò a maturare in lei l'idea di realizzare in città un rifugio per donne socialmente svantaggiate ed all'inizio del 1850, dopo una lunga ricerca di locali adatti allo scopo, apprese nell'agosto del 1854 della possibilità di prendere in affitto il complesso dell'ex monastero di Oberzell, nella vicina città di Zell, da tempo secolarizzato. Il giorno di Pentecoste del 1855, prese la decisione di fondare la congregazione delle Ancelle della Santa Infanzia di Gesù (inizialmente come associazione privata) con l'intenzione di promuovere la carità in città, avvalendosi dal 30 aprile 1855 dell'opera di quattro volontarie.
Per molti anni, il consigliere di stato bavarese Maximilian von Pelkhoven fu il suo più stretto confidente e corrispondente e fu grazie alla sua influenza che, dal 14 dicembre 1854, ottenne il permesso di creare presso la sua struttura un istituto correttivo. La congregazione venne quindi ufficializzata il 27 maggio 1855 e la Werr ne venne eletta presidentessa per tutta la vita.
In breve tempo anche lo spazio dell'ex monastero divenne troppo limitato e per questo scopo la comunità dovette acquistare una nuova sede, grazie alla mediazione del consigliere comunale di Würzburg, Josef Scherpf, dove il gruppo si trasferì dal luglio del 1856. A quel tempo, l'istituzione vedeva curate dall'istituzione in tutto 17 giovani donne.
Nel 1863 la comunità si affiliò al Terz'Ordine Francescano, acquisendo la regola di San Francesco e costituendosi persona giuridica il 4 marzo di quello stesso anno.

Antonia Werr morì di febbre tifoidea nel 1868, essendo stata infettata mentre si prendeva cura dei malati. Alla sua morte l'istituzione si occupava in tutto di 67 giovani donne.